# NGC 2404
NGC 2404 је део галаксије (на пример сјајан HII регион) у сазвежђу Жирафа која се налази на NGC листи објеката дубоког неба.
Деклинација објекта је + 65° 36' 40" а ректасцензија 7h 37m 7,0s. Привидна величина (магнитуда) објекта NGC 2404 износи 8,2. NGC 2404 је још познат и под ознакама HII/Association in N 2403.